# A Basket of Leaves
A Basket of Leaves: 99 Books That Capture the Spirit of Africa (Ein Korb voller Blätter: 99 Bücher, die den Geist von Afrika einfangen) ist eine Sammlung von 54 Essays von Geoff Wisner, von denen ein jedes ein oder mehrere Bücher über ein anderes afrikanisches Land untersucht.

## Kurzeinführung
Die Sammlung wurde 2007 von Jacana Media veröffentlicht. Der Geist Afrikas – von der Wüste Algeriens über die Savannen Kenias bis hin zum Dschungel Äquatorialguineas – wird in diesem Leseführer mit Rezensionen und Auszügen aus bemerkenswerten Büchern aus jedem dieser Länder einzufangen versucht.
Die Autoren der ausgewählten Bücher sind afrikanisch, amerikanisch, westindisch und europäisch. Einige der Bücher sind Belletristik, andere Sachbücher; 28 von ihnen wurden von Frauen verfasst oder mitverfasst. Die ausgewählten Werke wurden ursprünglich in Arabisch, Englisch, Französisch, Deutsch, Polnisch, Portugiesisch und anderen Sprachen veröffentlicht.
Die folgende Übersicht ist nach den Ländern sortiert (die angegebenen englischen Titel sind häufig nicht die Originaltitel):

## Ägypten
- Out of Egypt von André Aciman
- Mountolive von Lawrence Durrell
- Adrift on the Nile von Naguib Mahfouz
- In an Antique Land von Amitav Ghosh
- The Map of Love von Ahdaf Soueif
- Flaubert in Egypt, Hrsg. Francis Steegmuller
- I Know Many Songs, But I Cannot Sing von Brian Kiteley
- Oleander, Jacaranda von Penelope Lively
- Arabian Nights and Days von Naguib Mahfouz
- Akhenaten von Naguib Mahfouz
- Distant View of a Minaret von Alifa Rifaat
- Woman at Point Zero von Nawal El Saadawi

## Äquatorialguinea
- Tropical Gangsters von Robert Klitgaard

## Algerien
- Himmel über der Wüste (The Sheltering Sky) von Paul Bowles
- The Savage Night von Mohammed Dib
- Algerian White von Assia Djebar
- The Plaque von Albert Camus
- The Star of Algiers von Aziz Chouaki
- The Last Summer of Reason von Tahar Djaout
- So Vast the Prison von Assia Djebar
- Women of Algiers in Their Apartment von Assia Djebar
- Amyntas von André Gide
- The Process von Bryon Gysin
- In the Name of God von Yasmina Khadra
- Sahara Unveiled von William Langewiesche
- „Exterminate All the Brutes“ von Sven Lindqvist
- My Battle of Algiers von Ted Morgan
- Une enfance algérienne von Leïla Sebbar
- Nedjma von Kateb Yacine

## Angola
- Mayombe von Pepetela
- Another Day of Life von Ryszard Kapuscinski
- Jonas Savimbi: A Key to Africa von Fred Bridgland
- A Lonely Devil von Sousa Jamba
- In Search of the Enemies von John Stockwell

## Äthiopien
- König der Könige von Ryszard Kapuscinski
- Notes from the Hyena's Belly von Nega Mezlekia
- Remote People von Evelyn Waugh

## Benin
- The Viceroy of Ouidah von Bruce Chatwin
- Voodoo von Henning Christoph und Hans Oberlaender
- A Darkening Stain von Robert Wilson

## Botswana
- When Rain Clouds Gather von Bessie Head
- Whites von Norman Rush
- A Question of Power von Bessie Head
- Mating von Norman Rush
- Mortals von Norman Rush
- Nisa von Marjorie Shostak
- The No. 1 Ladies’ Detective Agency von Alexander McCall Smith
- Colour Me Blue von Gaele Sobott-Mogwe

## Burkina Faso
- Of Water and the Spirit von Malidoma Patrice Somé
- Ritual von Malidoma Patrice Somé

## Burundi
- The True Sources of the Nile von Sarah Stone
- Wild Boy of Burundi von Harlan Lane und Richard Pillard
- Burundi: Ethnocide as Discourse and Practice von René Lemarchand
- Red Sunset von John Stockwell

## Dschibuti
- Somebody Else von Charles Nicholl

## Elfenbeinküste
- Les Soleils des indépendances von Ahmadou Kourouma
- In the Shadow of the Sacred Grove von Carol Spindel
- Nine Hills to Nambonkaha von Sarah Erdman
- Finding the Center von V. S. Naipaul
- As the Crow Flies von Véronique Tadjo

## Eritrea
- To Asmara von Thomas Keneally

## Eswatini
- Sangoma von James Hall

## Gabun
- Travels in West Africa von Mary Kingsley
- One Dry Season von Caroline Alexander
- The Rainbird von Jan Brokken
- Explorations and Adventures in Equatorial Africa von Paul B. du Chaillu
- Days with Albert Schweitzer von Frederick Franck
- On the Edge of the Primeval Forest von Albert Schweitzer

## Gambia
- Our Grandmothers' Drums von Mark Hudson

## Ghana
- All God's Children Need Traveling Shoes von Maya Angelou
- No Sweetness Here von Ama Ata Aidoo
- Changes von Ama Ata Aidoo
- Our Sister Killjoy von Ama Ata Aidoo
- The Prophet of Zongo Street von Mohammed Naseehu Ali
- The Beautiful Ones Are Not Yet Born von Ayi Kwei Armah
- Two Thousand Seasons von Ayi Kwei Armah
- Beyond the Horizon von Amma Darko
- The Clothes of Nakedness von Benjamin Kwakye
- The Narrow Path von Francis Selormey
- Black Power von Richard Wright

## Guinea
- The Dark Child von Camara Laye
- In Search of Africa von Manthia Diawara
- We Won’t Budge von Manthia Diawara

## Guinea-Bissau
- The Bush Rebels von Barbara Cornwall
- Armed Struggle in Afrika von Gérard Chaliand
- Fighting Two Colonialisms von Stephanie Urdang

## Kamerun
- Mission to Kala von Mongo Beti
- Cameroon with Egbert von Dervla Murphy
- Houseboy von Ferdinand Oyono

## Kap Verde
- The Fortunate Isles von Basil Davidson

## Kenia
- A Grain of Wheat von Ngugi wa Thiong'o
- A Primate's Memoir von Robert M. Sapolsky
- Maasai Days von Cheryl Bentsen
- The Adventures and Misadventures of Peter Beard in Africa von Jon Bowermaster
- Out of Africa von Isak Dinesen
- The Winds of Mara von Colin Fletcher
- Green Hills of Africa von Ernest Hemingway
- True At First Light von Ernest Hemingway
- Unbowed von Wangari Maathai
- West with the Night von Beryl Markham
- Kill Me Quick von Meja Mwangi
- Petals of Blood von Ngũgĩ wa Thiong’o
- The River Between von Ngũgĩ wa Thiong’o
- The Lives of Beryl Markham von Errol Trzebinski

## Komoren
- Last of the Pirates von Samantha Weinberg
- Human Spirits von Michael Lambek

## Kongo (Demokratische Republik)
- The Catastrophist von Ronan Bennett
- A Bend in the River von V. S. Naipaul
- Between Tides von V. Y. Mudimbe
- The Magic Drum von W. F. P. Burton
- A Burnt-Out Case von Graham Greene
- King Leopold’s Ghost von Adam Hochschild
- The Poisonwood Bible von Barbara Kingsolver
- The Fight von Norman Mailer
- Before the Birth of the Moon von V. Y. Mudimbe
- In Southern Light von Alex Shoumatoff
- The Ponds of Kalambayi von Mike Tidwell
- The Forest People von Colin Turnbull
- In the Footsteps of Mr. Kurtz von Michela Wrong

## Kongo (Republik)
- The Fire of Origins von Emmanuel Dongala
- The Seven Solitudes of Lorsa Lopez von Sony Labou Tansi
- No Mercy von Redmond O’Hanlon
- Little Boys Come from the Stars von Emmanuel Dongala
- African Psycho von Alain Mabanckou
- Drums along the Congo von Rory Nugent
- Sweet Smell of Mangoes von Sigfrid Sodergren

## Lesotho
- Singing Away the Hunger von Mpho Nthunya
- Basali!, Hrsg. E. Limakatso Kendall
- She Plays with the Darkness von Zakes Mda

## Liberia
- Journey Without Maps von Graham Greene
- Mississippi in Africa von Alan Huffman
- The Darling von Russell Banks
- New Song in a Strange Land von Esther Warner
- The Big Killing von Robert Wilson
- Beyond the Mango Tree von Amy Bronwen Zemser

## Libyen
- The Bleeding of the Stone von Ibrahim al-Koni
- In the Country of Men von Hisham Matar
- Libya: The Struggle for Survival von Geoff Simons
- Tripoli the Mysterious von Mabel Loomis Todd

## Madagaskar
- The Eighth Continent von Peter Tyson
- Madagascar von Gian Paolo Barbieri
- The Aye-Aye and I von Gerald Durrell
- Muddling Through in Madagascar von Dervla Murphy
- The Great Red Island von Arthur Stratton

## Malawi
- The Chattering Wagtails of Mikuyu Prison von Jack Mapanje
- Napolo and the Python von Steve Chimombo
- Sugarcane with Salt von James Ng'ombe
- Banda von Philip Short
- My Secret History von Paul Theroux
- My Other Life von Paul Theroux

## Mali
- The Heart of the Ngoni von Harold Courlander mit Ousmane Sako
- Segu von Maryse Condé
- In Groot Time von Banning Eyre
- Sundiata von D. T. Niane
- Bound to Violence von Yambo Ouologuem
- The Cruelest Journey von Kira Salak
- The Unveiling of Timbuctoo von Galbraith Welch

## Marokko
- The Sand Child von Tahar ben Jelloun
- The Road to Fez von Ruth Knafo Setton
- A Hundred Camels in the Courtyard von Paul Bowles
- Point in Time von Paul Bowles
- The Voices of Marrakesch von Elias Canetti
- For Bread Alone von Mohamed Choukri
- Jean Genet in Tangier von Mohamed Choukri
- A Street in Marrakesch von Elizabeth Warnock Fernea
- The Sacred Night von Tahar ben Jelloun
- This Blinding Absence of Light von Tahar ben Jelloun
- The Lemon von Mohammed Mrabet
- An Invisible Spectator von Christopher Sawyer-Lauçanno
- In Morocco von Edith Wharton

## Mauretanien
- The Fearful Void von Geoffrey Moorhouse
- Silent Terror von Samuel Cotton

## Mauritius
- Journey to Mauritius von Jacques-Henri Bernardin de St. Pierre
- The Book of Color von Julia Blackburn
- The Rape of Sita von Lindsey Collen
- The Overcrowded Barracoon von V. S. Naipaul
- The Mauritius Command von Patrick O’Brian

## Mosambik
- Voices Made Night von Mia Couto
- Dumba Nengue von Lina Magaia
- Every Man Is a Race von Mia Couto
- Under the Frangipani von Mia Couto
- A Complicated War von William Finnegan
- We Killed Mangy-Dog von Luis Bernardo Honwana
- A Shattering of Silence von Farida Karodia
- Running to Maputo von Albie Sachs

## Namibia
- The Harmless People von Elizabeth Marshall Thomas
- The Purple Violet of Oshaantu von Neshani Andreas
- Namibia: The Struggle for Liberation von Alfred Moleah
- Never Follow the Wolf von Helao Shityuwete
- Morenga von Uwe Timm

## Niger
- In Sorcery's Shadow von Paul Stoller und Cheryl Olkes
- Riding the Demon von Peter Chilson
- Still Waters in Niger von Kathleen Hill

## Nigeria
- Things Fall Apart von Chinua Achebe
- The Slave Girl von Buchi Emecheta
- The Palm-Wine Drinkard von Amos Tutuola
- Aké, The Years of Childhood von Wole Soyinka
- Efuru von Flora Nwapa
- Jagua Nana von Cyprian Ekwensi
- Stars of the New Curfew von Ben Okri
- GraceLand von Chris Abani
- Waiting for an Angel von Helon Habila
- Anthills of the Savannah von Chinua Achebe
- A Man of the People von Chinua Achebe
- Purple Hibiscus von Chimamanda Ngozi Adichie
- The Legends of the Rockhills von Funso Aiyejina
- Tales of Yorube Gods and Heroes von Harold Courlander
- The Joys of Motherhood von Buchi Emecheta
- The Interesting Narrative von Olaudah Equiano
- Forrest of a Thousand Daemons von D. O. Fagunwa
- Beasts of No Nation von Ozudinma Iweala
- Abiku von Debo Kotun
- The Way of the Orisa von Philip John Neimark
- This Is Lagos von Flora Nwapa
- The Voice von Gabriel Okara
- The Famished Road von Ben Okri
- Songs of Enchantment von Ben Okri
- The Icarus Girl von Helen Oyeyemi
- Sozaboy von Ken Saro-Wiwa
- Mandela’s Earth von Wole Soyinka
- Ibadan von Wole Soyinka
- Feather Woman of the Jungle von Amos Tutuola

## Ruanda
- Gorillas in the Mist von Dian Fossey
- We Wish to Inform You That Tomorrow We Will Be Killed with Our Families von Philip Gourevitch
- Machete Season von Jean Hatzfeld
- Season of Blood von Fergal Keane

## Sambia
- The Eye of the Elephant von Delia Owens und Mark Owens
- A Cowrie of Hope von Binwell Sinyangwe
- Zambia Shall Be Free von Kenneth Kaunda
- Chirundu von Es’kia Mphahlele

## Simbabwe
- African Laughter von Doris Lessing
- The Stone Virgins von Yvonne Vera
- The Matabele Campaign von R. S. S. Baden-Powell
- The Soul of Mbira von Paul F. Berliner
- Harvest of Thorns von Shimmer Chinodya
- Nervous Conditions von Tsitsi Dangarembga
- Rooms in the House of Stone von Michael Dorris
- None But Ourselves von Julie Frederikse
- Mukiwa von Peter Godwin
- Bones von Chenjerai Hove
- Shadows von Chenjerai Hove
- Son of the Soil von Wilson Katiyo
- Guns and Rain von David Lan
- African Stories von Doris Lessing
- The Grass is Singing von Doris Lessing
- Of Spirits and Madness von Paul R. Linde
- Zenzele von J. Nozipo Maraire
- House of Hunger von Dambudzo Marechera
- Mindblast von Dambudzo Marechera
- The Chitepo Assassination von David Martin und Phyllis Johnson
- The Struggle for Zimbabwe von David Martin und Phyllis Johnson
- Silent Journey from the East von I. V. Mazorodze
- Our Votes, Our Guns von Martin Meredith
- The Setting Sun and the Rolling World von Charles Mungoshi
- Nkomo: The Story of my Life von Joshua Nkomo
- An Ill-Fated People von Lawrence Vambe
- From Rhodesia to Zimbabwe von Lawrence Vambe
- Butterfly Burning von Yvonne Vera

## São Tomé und Príncipe
- The Heinemann Book of African Women’s Poetry edited von Stella Chipasula und Frank Chipasula
- A History of São Tomé island 1470-1655 von Robert Garfield
- São Tomé and Principe: From Plantation Colony to Microstate von Tony Hodges and Malyn Newitt

## Senegal
- God's Bits of Wood von Sembène Ousmane
- Ambiguous Adventure von Cheikh Hamidou Kane
- So Long a Letter von Mariama Bâ
- I Get on the Bus von Reginald McKnight
- The Beggar’s Strike von Aminata Sow Fall
- Moustapha’s Eclipse von Reginald McKnight
- Senegal von Akihiro Yamamura

## Seychellen
- Beyond the Reefs von William Travis
- The Seychelles Affair von Mike Hoare
- Paradise Raped von James R. Mancham

## Sierra Leone
- The Last Harmattan of Alusine Dunbar von Syl Cheney-Coker
- The Devil That Danced on the Water von Aminatta Forna
- In the Land of Magic Soldiers von Daniel Bergner
- Blood Diamonds von Greg Campbell
- The Heart of the Matter von Graham Greene

## Somalia
- First Footsteps in East Africa von Richard Burton
- Secrets von Nuruddin Farah
- Black Hawk Down von Mark Bowden
- Desert Flower von Waris Dirie
- Gifts von Nuruddin Farah
- Maps von Nuruddin Farah
- The Road to Hell von Michael Maren

## Südafrika
- Long Walk to Freedom von Nelson Mandela
- July's People von Nadine Gordimer
- Age of Iron von J. M. Coetzee
- Mother to Mother von Sindiwe Magona
- The Heart of Redness von Zakes Mda
- The True Confessions of an Albino Terrorist von Breyten Breytenbach
- A Chain of Voices von Dennis Brutus
- A Simple Lust von Dennis Brutus
- Burger’s Daughter von Nadine Gordimer
- Waiting for the Barbarians von J. M. Coetzee
- Disgrace von J. M. Coetzee
- Kafka’s Curse von Achmat Dangor
- Master Harold … and the boys von Athol Fugard
- The Lava of This Land, Hrsg. Denis Hirson
- Heshel’s Kingdom von Dan Jacobsen
- Country of My Skull von Antjie Krog
- Time of the Butcherbird von Alex La Guma
- Living, Loving and Lying Awake at Night von Sindiwe Magona
- My Traitor's Heart von Rian Malan
- Ways of Dying von Zakes Mda
- Down Second Avenue von Ezekiel Mphahlele
- Island in Chains von Indres Naidoo
- Fools von Njabulo Ndebele
- Cry, the Beloved Country von Alan Paton
- And Night Fell von Molefe Pheto
- To Every Birth Its Blood von Mongane Serote
- Red Dust von Gillian Slovo
- You Can’t Get Lost in Cape Town von Zoë Wicomb
- Biko von Donald Woods

## Sudan
- Season of Migration to the North von Tayeb Salih
- African Calliope von Edward Hoagland
- The River War von Winston Churchill
- What Is the What von Jamal Mahjoub
- Darfur Diaries von Jen Marlowe mit Aisha Ben und Adam Shapiro
- The Last of the Nuba von Leni Riefenstahl
- Behind the Red Line von Jemera Rone

## Tansania
- Paradise von Abdulrazak Gurnah
- The Gunny Sack von M. G. Vassanji
- The Lake Regions Central Africa von Richard F. Burton
- The Whales in Lake Tanganyika von Lennart Hagerfors
- Sand Rivers von Peter Matthiessen
- How I Found Livingstone von H. M. Stanley
- Antonia Saw the Oryx First von Maria Thomas
- The Book of Secrets von M. G. Vassanji

## Togo
- The Village of Waiting von George Packer

## Tunesien
- The Scorpion von Albert Memmi
- Salammbô von Gustave Flaubert

## Uganda
- The Last King of Scotland von Giles Foden
- Abyssinian Chronicles von Moses Isegawa
- Elizabeth of Toro von Elizabeth Nyabongo
- The Mountain People von Colin M. Turnbull
- Kahawa von Donald E. Westlake

## Tschad
- Komoon! von Heinrich Oberjohann

## Westsahara
- Smara, the Forbidden City von Michel Vieuchange
- Skeletons on the Zahara von Dean King

## Zentralafrikanische Republik
- Song from the Forest von Louis Sarno
- Batouala von René Maran

## Verschiedene Länder

### Fiktional
- Alphabetical Africa von Walter Abish
- The Heinemann Book of Contemporary African Short Stories, Hrsg. Chinua Achebe und C. L. Innes
- A Good Man in Africa von William Boyd
- Brazzaville Beach von William Boyd
- Water Music von T. Coraghessan Boyle
- The Small Bees' Honey von George Clark
- From Africa, Hrsg. Adele King
- Under African Skies, Hrsg. Charles R. Larson
- Looking for a Rain God, Hrsg. Nadezda Obradovic
- African Rhapsody, Hrsg. Nadezda Obradovic
- Come to Africa and Save Your Marriage von Maria Thomas
- African Visas von Maria Thomas
- Sacred Hunger von Barry Unsworth
- Jacob's Ladder von John A. Williams

### Nicht-fiktional
- In My Father’s House von Anthony Appiah
- Africa Betrayed von George B. N. Ayittey
- Africa in Chaos von George B. N. Ayittey
- French Lessons in Africa von Peter Biddlecombe
- Blood on the Tracks von Miles Bredin
- Wanderings in West Africa von Richard F. Burton
- A Slaver’s Log Book von Theophilus Conneau
- High Noon in Southern Africa von Chester Crocker
- The Black Man’s Burden von Basil Davidson
- The African Slave Trade von Basil Davidson
- The Journey Is the Destination: The Journals of Dan Eldon, Hrsg. Kathy Eldon
- Travels in the Congo von André Gide
- The Strong Brown God von Sanche de Gramont
- Africa: Dispatched from a Fragile Continent von Blaine Harden
- The Fate of Africa von Anne Hugon
- The Electronic Elephant von Dan Jacobson
- The Soccer War von Ryszard Kapuscinski
- The Race to Fashoda von David Levering Lewis
- Missionary Travels and Researches in South Africa von David Livingstone
- African Silences von Peter Matthiessen
- The Tree Where Man Was Born von Peter Matthiessen
- The Ukimwi Road von Dervla Murphy
- The Scramble for Africa von Thomas Pakenham
- Travels in the Interior of Africa von Mungo Park
- African Saints von Frederick Quinn
- Africa: A Biography of the Continent von John Reader
- The Voyage of Mir-El-Lah von Lorenzo Ricciardi
- Out of America von Keith B. Richburg
- African Madness von Alex Shoumatoff

## Phantasieländer
- Henderson the Rain King von Saul Bellow
- Mandoa, Mandoa! von Winifred Holtby
- The Coup von John Updike
- Black Mischief von Evelyn Waugh